# غار ورا
غار ورا یا معبد خورشید غاری در دامنه البرزکوه در جنوب شهر جهرم است. وراء در فارسی میانه به معنای دژ، قلعه، بلندا، کنار، پهلو آمده‌است. پیشینه تاریخی این غار به چهار دوره تاریخی تقسیم می‌شود. دوران باستان تا زمان ساسانیان، دوران ساسانیان تا اسلام، دوران پس از اسلام و دوران معاصر.

## دوران باستان تا زمان ساسانیان
غارهایی که دارای هفت حوضچه بوده و در بلندای کوه قرار گرفته باشند نیایشگاه مهر هستند. هفت عدد مقدس آیین مهر است. مهرپرستان در هنگام خشک‌سالی، دعا و نیایش برگزار می‌کرده‌اند. می‌توان گفت با توجه به این که غار در جهت برآمدن خورشید قرار داشته‌است، از آن برای نیایش بامدادی سود می‌برده‌اند، و مراسم قربانی نمودن گاو را برگزار می‌کردند.

## دوران ساسانیان تا دوران اسلام
در این دوران آثار مجسمه مهر زدوده شده اما مهر به صورت یک فرشته مورد نیایش مردم بوده‌است.

## دوران پس از اسلام تا دوران معاصر
این غار با داشتن موقعیت سوق‌الجیشی مناسب و ایمنی کافی و همچنین آب گوارایی که از سقف غار می‌چکد، (یادآور نیایشگاه چک‌چک در نزدیکی اردکان یزد) به همراه جانوران و پرندگان شکاری دره مجاور، کوک‌ویش، و کشتزارهای دیم، تخته‌بش‌کار، محل سکونت کوهی‌ها و عیاران بوده و مزار چند کلانتر پهلوان در نزدیک رودخانه وجود دارد.

## دوران معاصر
در دوران معاصر این غار مورد استفاده شکارچیان بوده که متأسفانه از سوی ایشان آسیب‌هایی به غار وارد شده‌است. اما در سال ۱۳۲۰-۱۳۱۶ نخستین دوره بازسازی آن آغاز شد. هم‌اکنون نیز با همیاری مردم نیکوکار جهرم، کار بازپیرایی غار و پیرامون آن توسط کوهنوردان در حال انجام است.
برای رسیدن به این غار که در جاده لار قرار دارد، پس از گذر از روستای محمداباد و کوچه باغهای زیبای کوهپایه ای که شمارا تا دامنه کوه همراهی می‌کندپس ازطی کردن جاده خاکی کوتاهی به توقف‌گاه خودروها می‌رسید. از اینجا پیاده‌روی آغاز می‌شود. پس از رسیدن به دوراهی، راه سمت راست به سوی غار وراء رفته که پس از حدود یک ساعت کوه‌پیمایی می‌توان به آن رسید. راه سمت چپ به سوی مناطق، زندون ورا، هفت اودون، خوگونیش، اوقاضی، خرزهره، گلوناربشکار، اوگل‌کو، تخته بش‌کار می‌رود. رفتن به این مناطق نیاز به راهنمای آشنا به مسیر دارد.